# الله وجه سر (دهغاه)
الله وجه سر (بالفارسية: الله وجه سر) هي قرية تقع في إيران في غيلان. يقدر عدد سكانها بـ 528 نسمة .